# 우메다 에리카
우메다 에리카(일본어: 梅田 えりか, 1991년 5월 24일 ~ )는 가나가와현 출신의 전 여성 아이돌 가수이자 모델, 배우이다. 모델을 목표로 10월 25일의 NHK 오사카 홀에서 ℃-ute, 그리고 헬로! 프로젝트를 졸업하였다. 2010년 3월 ILLUME에 소속하였으나, 2011년 7월 케이대쉬 그룹의 아워송스크리에이티브로 이적, 동그룹의 피치에 업무 제휴.동방신기와 동방신기의 최강창민의 팬이다.

## 특징
자신을 칭하는 단어로 '우치(うち)'를 '와타시(私)'보다 더 많이 썼으나, 하로프로 졸업후 블로그 등에서 자기 자신을 칭하는 호칭으로 '에리(えり-자신의 이름으로부터)'를 쓰기 시작함.
- 친구 이타노 토모미.노나카 미사토.사토 나츠키

## 활동
헬로! 프로젝트, 헬로! 프로젝트 키즈 및 각 소속 유닛에서의 활동은 각각의 항목을 참조.

### 백댄서
- 고토 마키「手を握って歩きたい」(2002년 5월) 헬로! 프로젝트 키즈로 뽑히기 전에 업프런트 뮤직 스쿨의 원생으로서 참가하였다.
- 후지모토 미키「부기트레인 '03」(PV 수록, 싱글V 수록)

### 텔레비전
- ℃-ute Has Come ～キュートガヤッテキタ～ (2006년 11월 4일 · 18일) - KIDS Station
- 베리큐! (2008년 3월 13일 - 10월 3일) - 테레비도쿄
- 요로센! (2008년 10월 6일 - 2009년 3월 27일) - 테레비도쿄

### 라디오
- ℃-ute キューティ－☆パラダイス (2008년 11월 5일 - 2009년 3월) - RF라디오닛폰

### 영화
- 강아지 단 이야기 (2002년 12월 14일 - ) - 도에이

### PV
- 시키카나타 / HAVE A NICE DAY～EPISODE1(さよなら初恋編)

## 소속 유닛
- ZYX (직스) (2003년 ~ 2009년)
- 셔플 유닛
  - H.P.올스타즈 (2004년)
  - ZYX-α (2009년)
- 갓타스 브릴리언티스 H.P. (2007년 ~ 2008년)
  - 리틀 갓타스 (갓타스 브릴리언티스 H.P. 유스 팀) (2004년 ~ 2008년)
- Bello! (2009년, FC한정 DVD「Buono! days2」에 등장하는 유닛)